# 羅東舒祠
29°55′30″N 118°16′48″E / 29.92500°N 118.28000°E
贞靖罗东舒先生祠，简称东舒公祠,位於中國安徽省黃山市徽州區呈坎镇呈坎村（原属歙縣），是该村前罗家族的众多支祠中规模最大的一座，紀念呈坎前罗第十三世祖罗东舒。

## 历史
明嘉靖年间由前罗第二十一世祖罗洁宗创建，建成祠堂的后寝部分。七十年后，明万历年间，由前罗第二十二世祖、督察院御史罗应鹤续建了前面大堂至棂星门部分。
1996年，罗东舒祠列為全國重點文物保護單位。

## 建筑
罗东舒祠系明代中后期砖木结构建筑，其平面布局主要由照壁、门垣、棂星门、天井、仪门、南北两庑、院落、享堂、寝殿、宝纶阁、女祠等组成。其规格仿照文庙，为一般祠堂所罕见。
- 罗东舒祠寝殿、宝纶阁